# Ornithogalum baurii
Ornithogalum baurii är en sparrisväxtart som beskrevs av John Gilbert Baker. Ornithogalum baurii ingår i släktet stjärnlökar, och familjen sparrisväxter. Inga underarter finns listade i Catalogue of Life.